# Aggtelek
Nacionalni park Aggtelek (mađarski: Aggteleki Nemzeti Park) je nacionalni park u sjevernoj Mađarskoj u krškom području Aggtelek. 
Od 1979. godine nastaje rezervat biosfere u pokrajinama Haragistya i Nagyoldal, a 1983. im se pridružila oblast planine Esztramos. Park Aggtelek je osnovan 1985. godine i proteže se na 198.92 km² (od kojih su 39.22 km² pod posebnom zaštitom). Iste godine njegove krške špilje su upisane na na UNESCO-ov popis mjesta svjetske baštine u Europi pod imenom "Krške špilje Aggteleka i Slovačkog krša". One su nastale zbog rijetke kombinacije klimatskih učinaka tropske klime i pomicanja glečera, te predstavljaju geološku povijest zemlje u posljednjih deset milijuna godina. Najveća špilja stalaktita na svijetu je Baradla, koja je duga 28 km, od kojih je 8 km u Slovačkoj, ispod planine Domica.